# Feuillade (rivière)
Pour les articles homonymes, voir Feuillade (homonymie).
La Feuillade, ou le Dorat, ou le ruisseau de la Villedieu, est une rivière française des départements de la Creuse et de la Haute-Vienne, en région Nouvelle-Aquitaine, affluent de la Vienne et sous-affluent de la Loire.

## Géographie

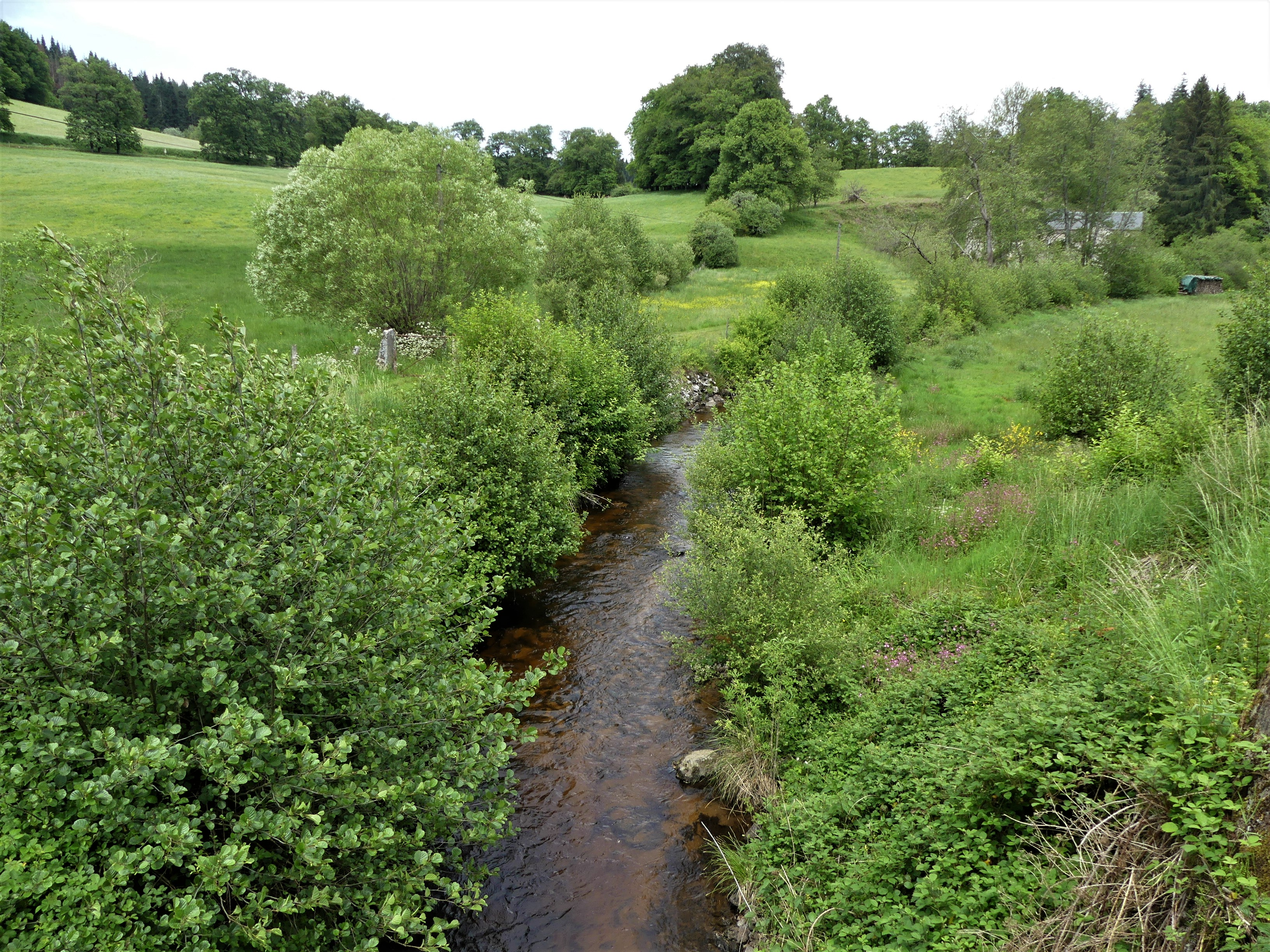
La Feuillade à La Villedieu, au pont de la RD 996.

Selon le Sandre, la Feuillade est un cours d'eau dont la partie amont porte le nom de Dorat et la partie aval, celui de ruisseau de la Villedieu.
Le Dorat prend sa source dans le parc naturel régional de Millevaches en Limousin, dans le département de la Creuse à 745 mètres d’altitude, à l'ouest de la croix de la Gane, sur la commune de Faux-la-Montagne, trois kilomètres à l'est du bourg.
Il passe à trois reprises sous la route départementale (RD) 85 puis forme le lac de Faux, une retenue d'eau de 45 hectares générée par le barrage du Dorat et dont la zone sud-est est franchie par la RD 992. Une partie de cette eau est détournée vers le nord et rejoint 600 mètres plus loin la Maulde. L'autre partie s'écoule à l'ouest et prend le nom de Feuillade. La Feuillade est franchie par la RD 3 et traverse la forêt de la Feuillade. Au nord-est du bourg de La Villedieu, elle passe sous la RD 992 et prend alors le nom de ruisseau de la Villedieu.
Celui-ci pénètre en Haute-Vienne, passant à deux reprises sous le tronçon commun aux GR 46 et GR 440 avant de confluer en rive droite avec la Vienne à 515 mètres d'altitude, en limite des communes de Nedde et de Rempnat, en aval des rochers de Négremont.
S'écoulant globalement  de l'est-nord-est vers l'ouest-sud-ouest, l'ensemble Dorat-Feuillade-ruisseau de la Villedieu est long de 14,7 km.

### Communes et départements traversés
La Feuillade, le Dorat et le ruisseau de la Villedieu arrosent quatre communes dans les départements de la Creuse et de la Haute-Vienne, soit d'amont vers l'aval : Faux-la-Montagne (source), La Villedieu, Nedde et Rempnat (confluence avec la Vienne).

### Bassin versant
Son bassin versant fait partie de la zone hydrographique « la Vienne du Menoueix au ruisseau de Lauzat », constituée à 64,25 % de « forêts et milieux semi-naturels », à 34,65 % de « territoires agricoles », à 0,53 % de « surfaces en eau », à 0,41 % de « territoires artificialisés » et à 0,23 % de « zones humides ». Outre les quatre communes baignées par le Dorat, la Feuillade et le ruisseau de la Villedieu, le bassin en concerne également une autre, Gentioux-Pigerolles baignée par un ruisseau affluent du Dorat.

### Affluents
Selon le Sandre, l'ensemble Dorat-Feuillade-ruisseau de la Villedieu n'a aucun affluent. Cependant, les cartes IGN du Géoportail marquent le tracé d'une douzaine de ruisseaux affluents, dont un prenant sa source sur la commune de Gentioux-Pigerolles et rejoignant en rive droite le Dorat en aval du lieu-dit Bessat.

## Environnement
Les cours du Dorat, de la Feuillade et du ruisseau de la Villedieu sont intégralement inclus dans le parc naturel régional de Millevaches en Limousin.

## Galerie de photos

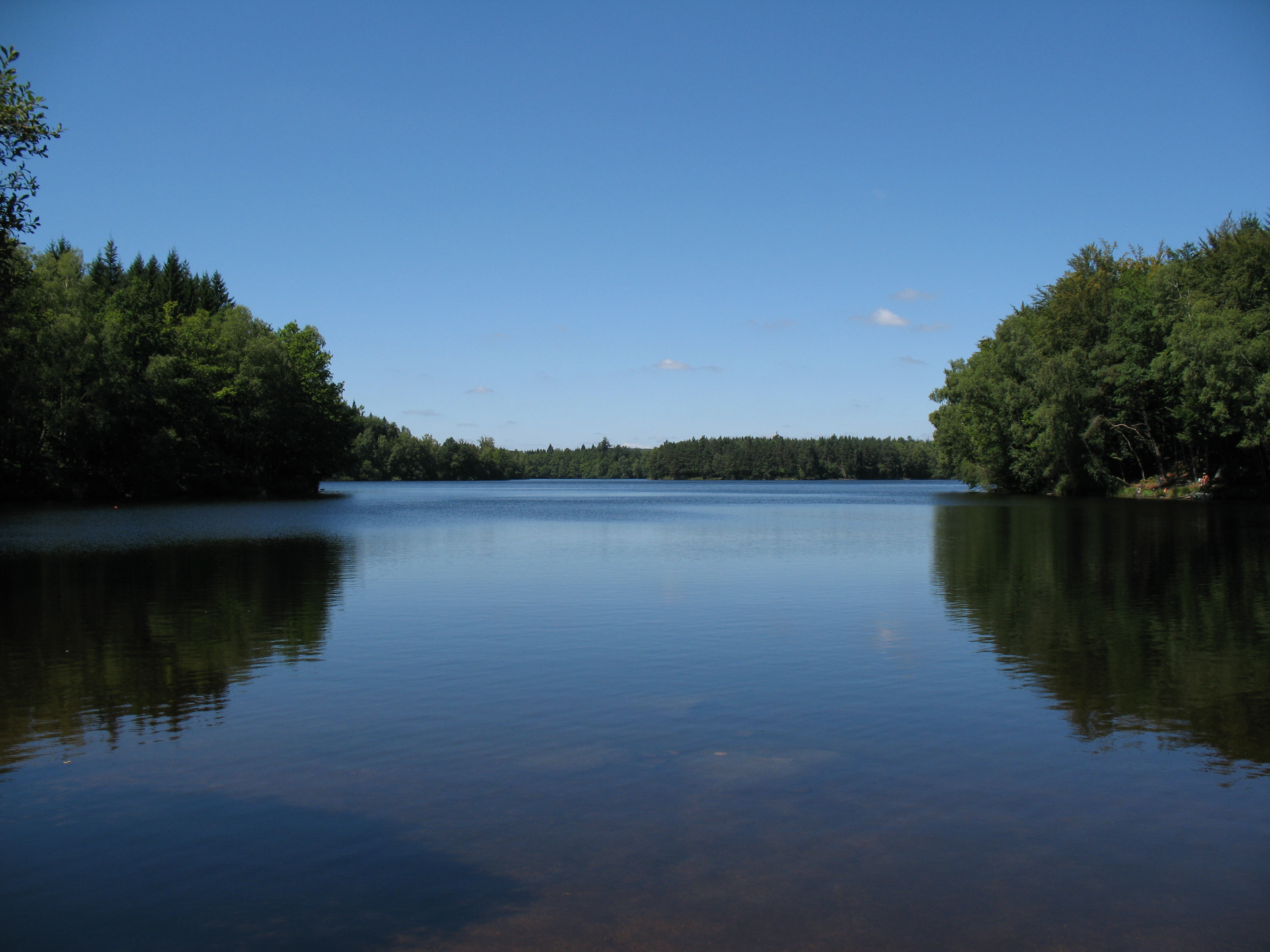
Le lac de Faux.
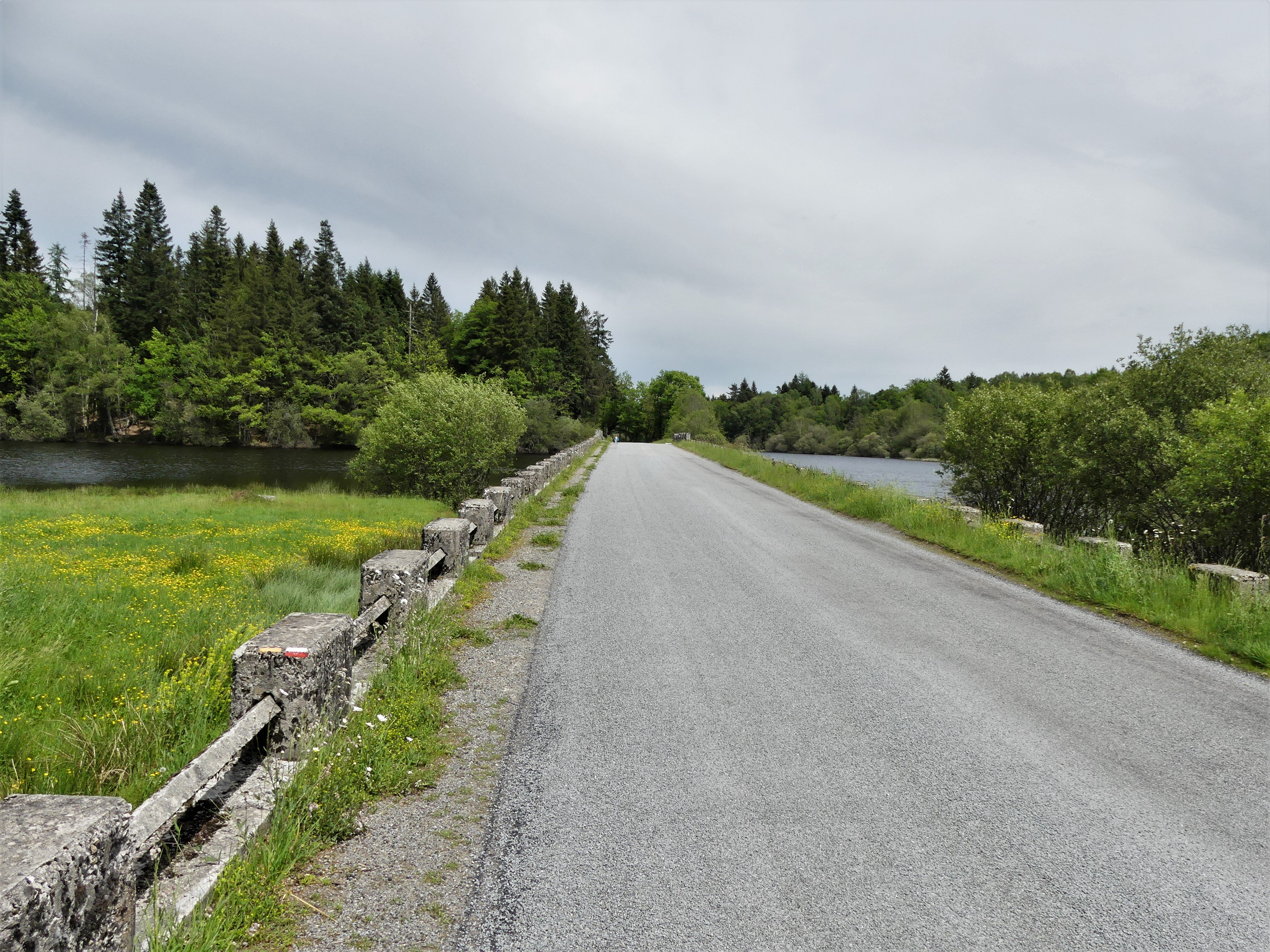
La RD 992 passe au-dessus du lac de Faux.